# Gaston Bourdon
Pour les articles homonymes, voir Bourdon.
Edme-Gaston Bourdon est un architecte français né en 1801 à Vincennes (Val-de-Marne) et mort en 1854.

## Biographie
Né en 1801 à Vincennes, Bourdon est le gendre de Simon Durant, architecte de la ville de Nîmes et du département du Gard.
À partir de 1819, il étudie avec Regnault et François Debret. Il est reçu à l’École des beaux-arts de Paris, dans la section d'architecture, le 31 juillet 1821, quatrième sur dix-sept candidats. Il est plusieurs mentionné sur des projets. En avril 1829, il est classé sixième au deuxième concours d'essai pour le prix de Rome.
À sa sortie de l'école, il est nommé architecte du département de la Lozère. Le 18 juin 1828, il est nommé architecte du département du Gard en résidence à Nîmes et conservateur des monuments antiques du Gard. Il succède alors à son beau-père.
Il va alors se consacrer au palais de justice de Nîmes qui s'étant montré trop petit pour accueillir toutes les juridictions doit être reconstruit,. Il a confié la réalisation des sculptures à Paul Colin qu'il avait connu à l'école des beaux-arts.
Il mène de front la réalisation de nombreux édifices publics et privés :
- temple protestant de Gallargues-le-Montueux,
- temple protestant de Beauvoisin,
- temple de Générac, en 1831,
- fontaines de Saint-Ambroix, en 1832,
- église de Bagnols-sur-Cèze, en 1841,
- église Notre-Dame et Saint-Martin, de Remoulins,
- mairie de Vauvert,
- mairie de Génolhac,
- tour de l'horloge de Lédenon, en 1844,
- église Saint-Bardulphe de Rochefort-du-Gard, en 1846,
- église Saint-Pons de Sommières, en 1849.

Il a fait des projets pour l'hôtel de ville d'Avignon, et des maisons particulières.
À la fin de 1849, surmené par le travail, atteint de fièvre cérébrale, il doit abandonner la réalisation du nouveau palais de justice de Nîmes. Le montant des travaux a été considérablement augmenté. Le premier devis de 1833 estimait le coût de la construction à 246 000 francs. Après plusieurs remaniements, le coût du palais de justice est passé à 766 979 francs. Son beau-père qui répond pour lui au préfet du Gard : « La reconstruction entière, sur nouveau plan, de la façade vers les Arènes; des combinaisons plus coûteuses pour la cour d’assises ; des aménagements intérieurs, tels que ceux des calorifères. Dans une entreprise aussi vaste, il était difficile de tout prévoir. Mon gendre n’a fait que se conformer aux instructions données ».

## Œuvres
- Palais de justice de Nîmes (1838-1846)
- Hôtel des Postes de Nîmes (1846)
- Restauration de la cathédrale de Nîmes (1848)
- Hôtel Bézard, à Nîmes (1846)[4]

## Prix, récompenses
- Second prix du concours ouvert pour l’église Saint-Paul de Nîmes.

## Famille
- Gaston Edme Bourdon est marié avec Marguerite Fanny Durant, fille de Simon Durant et de Fanny de Girard :
  - Joseph Gaston Bourdon (1830-1896), général de brigade[5]
  - Jules Henri Bourdon, commandant d'artillerie.